# Іван Булян
Іван «Іко» Булян (хорв. Ivan Buljan; 11 грудня 1949, Рунович, ФНРЮ) — югославський футболіст, захисник, хорватський футбольний тренер.

## Кар'єра

### Клубна
Іван Булян дебютував у складі «Хайдука» зі Спліта 3 грудня 1967 року, в матчі з клубом «Раднички» з Ніша, що завершився перемогою «Хайдука» 4:1. На той момент Буляну не виповнилося й 18-ти років. Однак той матч так і залишився єдиним для Буляна в його дебютний сезон. З наступного сезону Булян став все більше виступати в основі і в результаті став основним захисником «Хайдука» на найближчі 10 років. Всього у складі «Хайдука» Булян зіграв 402 матчі, з них 193 в чемпіонаті, 24 в кубку і 22 в єврокубках, і забив 58 голів. В «Хайдуку» Булян став триразовим чемпіоном Югославії і п'ятиразовим володарем Кубка Югославії, а також удостоївся нагороди футболіст року в Югославії в 1975 році.
У 1977 році Булян перейшов в західнонімецький клуб «Гамбург». Разом з «Гамбургом» Булян став чемпіоном ФРН, дворазовим срібним призером чемпіонату ФРН, а також дійшов до фіналу Кубка європейських чемпіонів 1979/80, в якому «Гамбург» поступився англійському клубу «Ноттінгем Форест» з рахунком 0:1. Всього у складі «Гамбурга» Булян провів 121 матч, з них 103 у чемпіонаті ФРН, 6 в Кубку ФРН і 12 в єврокубках, в яких забив 27 голів.
У 1981 році Булян покинув ФРН і відправився грати в США за «Нью-Йорк Космос». У США Булян за 2 сезони зіграв 23 матчі, в яких забив 3 голи, проте за цей час він взяв участь у двох Соккер Боулах, один з яких його клуб виграв, що дозволило Буляну стати ще й чемпіоном NASL.

### У збірній
У збірній Югославії Іван Булян дебютував 26 вересня 1973 року в товариському матчі зі збірною Угорщини, який завершився з рахунком 1:1. У складі збірної Булян взяв участь у чемпіонаті світу 1974 року і чемпіонаті Європи 1976 року. Свій останній матч за збірну Булян зіграв у відбірковому турнірі чемпіонату світу 1982 року проти збірної Греції 29 листопада 1981 року, той матч завершився перемогою югославів з рахунком 2:1, що дозволило збірній Югославії вийти у фінальний турнір з першого місця. Всього ж за збірну Булян зіграв 36 офіційних матчі, в яких забив 2 голи. Також Булян зіграв 1 матч за молодіжну збірну Югославії.

## Досягнення

### Командні
«Хайдук» (Спліт)
- Чемпіон Югославії (3): 1970—1971, 1973—1974, 1974—1975
- Срібний призер чемпіонату Югославії: 1975—1976
- Володар Кубка Югославії (5): 1971—1972, 1972—1973, 1973—1974, 1975—1976, 1976—1977
- Фіналіст Кубка Югославії: 1969—1970

 «Гамбург»
- Чемпіон ФРН: 1978—1979
- Срібний призер чемпіонату ФРН (2): 1979—1980, 1980—1981
- Фіналіст Кубка європейських чемпіонів: 1979—1980
- Фіналіст Суперкубка Європи: 1977

 «Нью-Йорк Космос»
- Чемпіон NASL: 1982
- Срібний призер чемпіонату NASL: 1981

### Особисті
- Футболіст року в Югославії: 1975

### Тренерські
«Хайдук» (Спліт)
- Срібний призер чемпіонату Хорватії (2): 1996, 1997

 «Етуаль дю Сахель»
- Володар Суперкубка КАФ: 1998

 «Аль-Вакра»
- Чемпіон Катару: 1998/99
- Володар Кубка Наслідного принца Катару: 1999

## Статистика виступів
| Клуб             | Сезон            | Чемпіонат | Чемпіонат | Кубки | Кубки | Єврокубки | Єврокубки | Всього | Всього |
| Клуб             | Сезон            | Ігри      | Голи      | Ігри  | Голи  | Ігри      | Голи      | Ігри   | Голи   |
| ---------------- | ---------------- | --------- | --------- | ----- | ----- | --------- | --------- | ------ | ------ |
| Хайдук (Спліт)   | 1967/68          | 1         | 0         | 0     | 0     | 0         | 0         | 1      | 0      |
| Хайдук (Спліт)   | 1968/69          | 15        | 3         | 5     | 1     | 1         | 0         | 21     | 4      |
| Хайдук (Спліт)   | 1969/70          | 22        | 1         | 2     | 1     | 3         | 0         | 27     | 2      |
| Хайдук (Спліт)   | 1970/71          | 16        | 1         | 1     | 0     | 2         | 1         | 19     | 2      |
| Хайдук (Спліт)   | 1971/72          | 26        | 0         | 2     | 0     | 2         | 0         | 30     | 0      |
| Хайдук (Спліт)   | 1972/73          | 22        | 2         | 5     | 0     | 5         | 0         | 32     | 2      |
| Хайдук (Спліт)   | 1973/74          | 24        | 2         | 5     | 0     | 0         | 0         | 29     | 2      |
| Хайдук (Спліт)   | 1974/75          | 34        | 1         | 0     | 0     | 3         | 1         | 37     | 2      |
| Хайдук (Спліт)   | 1975/76          | 33        | 4         | 4     | 1     | 6         | 2         | 43     | 7      |
| Хайдук (Спліт)   | 1976/77          | 0         | 0         | 0     | 0     | 0         | 0         | 0      | 0      |
| Хайдук (Спліт)   | Всього           | 193       | 14        | 24    | 3     | 22        | 4         | 239    | 21     |
| Гамбург          | 1977/78          | 19        | 2         | 2     | 0     | 2         | 1         | 23     | 3      |
| Гамбург          | 1978/79          | 32        | 5         | 0     | 0     | 0         | 0         | 32     | 5      |
| Гамбург          | 1979/80          | 24        | 7         | 2     | 1     | 7         | 2         | 33     | 10     |
| Гамбург          | 1980/81          | 28        | 8         | 2     | 1     | 3         | 0         | 33     | 9      |
| Гамбург          | Всього           | 103       | 22        | 6     | 2     | 12        | 3         | 121    | 27     |
| Нью-Йорк Космос  | 1981             | 11        | 2         | 0     | 0     | 0         | 0         | 11     | 2      |
| Нью-Йорк Космос  | 1982             | 12        | 1         | 0     | 0     | 0         | 0         | 12     | 1      |
| Нью-Йорк Космос  | Всього           | 23        | 3         | 0     | 0     | 0         | 0         | 23     | 3      |
| Всего за карьеру | Всего за карьеру | 319       | 39        | 30    | 5     | 34        | 5         | 383    | 49     |

## Цікаві факти
- Працюючи на посаді спортивного директора «Хайдука», Булян зробив кілька значних придбань (албанця Едуарда Абазі, чеха Іржі Єслінека, словака Кароля Праженицю, македонця Гоце Седлоського, австралійця Йосипа Скоко, боснійця Мирсада Хибича, Сашу Першона), повернув в клуб Степана Андрияшевича, Альошу Асановича, Зорана Вулича, Горана Вучевича, Тончи Габрича, Ігора Штімаця[3].
- В парі з Златко Кранчаром працював коментатором на чемпіонаті Європи 2004 року в Португалії.